# Dendrouterina karajasicus
Dendrouterina karajasicus is een lintworm (Platyhelminthes; Cestoda). De worm is tweeslachtig. De soort leeft als parasiet in andere dieren.
Het geslacht Dendrouterina, waarin de lintworm wordt geplaatst, wordt tot de familie Gryporhynchidae gerekend. De wetenschappelijke naam van de soort werd voor het eerst geldig gepubliceerd in 1957 door Kurashvili.